# Index de segmentation des marchés
L'index de segmentation des marchés ou index de Celli, de l'économiste italien Celli G. Gianluca, est une mesure de segmentation des marchés.
Cet index, est une mesure comparative du degré de puissance de monopole sur deux marchés distinctifs pour les produits qui ont les mêmes coûts marginaux. Le degré de segmentation des marchés est défini comme degré de puissance de monopole de la ferme ou du pays exportateur. Plus haut c’est la valeur unitaire moyenne (AUV) du même produit vendu sur le marché primaire comparé au marché de secondaire, plus grand est le degré de puissance de monopole sur ce marché et donc plus haut est le degré de segmentation des marchés.
Pp/Ps = C, p ≠ s		(1)